# Anticyclonale circulatie

Cyclonale circulatie rond de lagedrukgebieden en anticyclonale circulatie rond de hogedrukgebieden ten noorden en zuiden van de evenaar.

Anticyclonale circulatie of beweging is een stroming in de tegengestelde richting van de draairichting van de aarde. Dit komt voor bij zowel wind als bij zeestromen.
Bij luchtstromingen is sprake van anticyclonale circulatie bij een hogedrukgebied. Volgens de wet van Buys Ballot is deze op het noordelijk halfrond met de klok mee, op het zuidelijk halfrond tegen de klok in. Door de corioliskracht heeft de windrichting namelijk op het noordelijk halfrond een afwijking naar rechts en op het zuidelijk halfrond een afwijking naar links ten opzichte van de richting van de afname van de luchtdruk.
De wegstromende lucht moet in de kern aangevuld worden van boven. Deze dalende lucht warmt op, waardoor de luchtvochtigheid afneemt en eventuele bewolking oplost.